# Clostridium tetani
Clostridium tetani este o bacterie saprofită anaerobă din genul Clostridium, larg răspândită în natură sub formă de spori în sol, în tractul digestiv și în fecalele animalelor și omului. Poate infecta plăgile, secretând o neurotoxină care difuzează în organism, producând la om boala numită tetanos.